# Taenaris
Taenaris är ett släkte av fjärilar. Taenaris ingår i familjen praktfjärilar.

## Bildgalleri

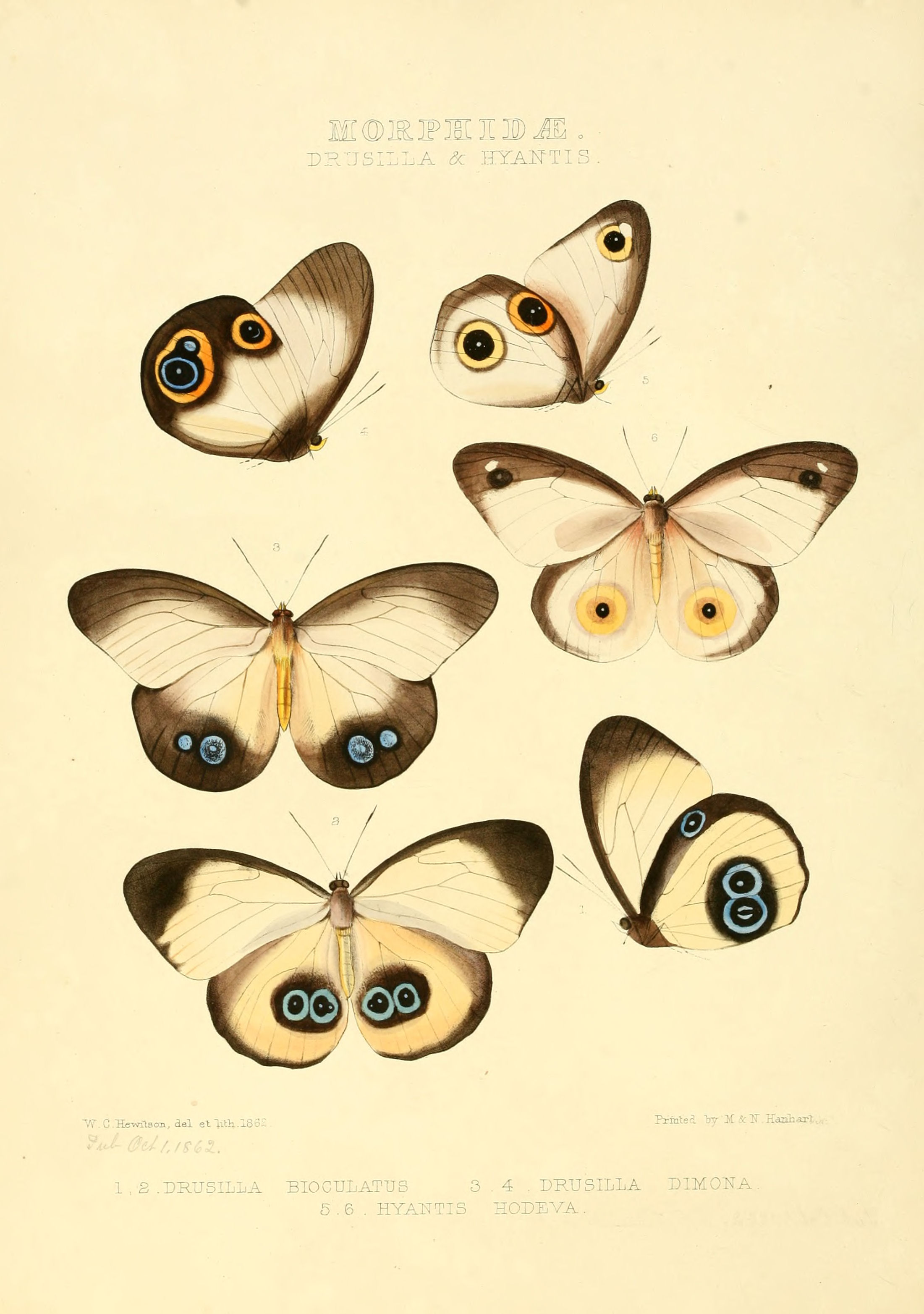
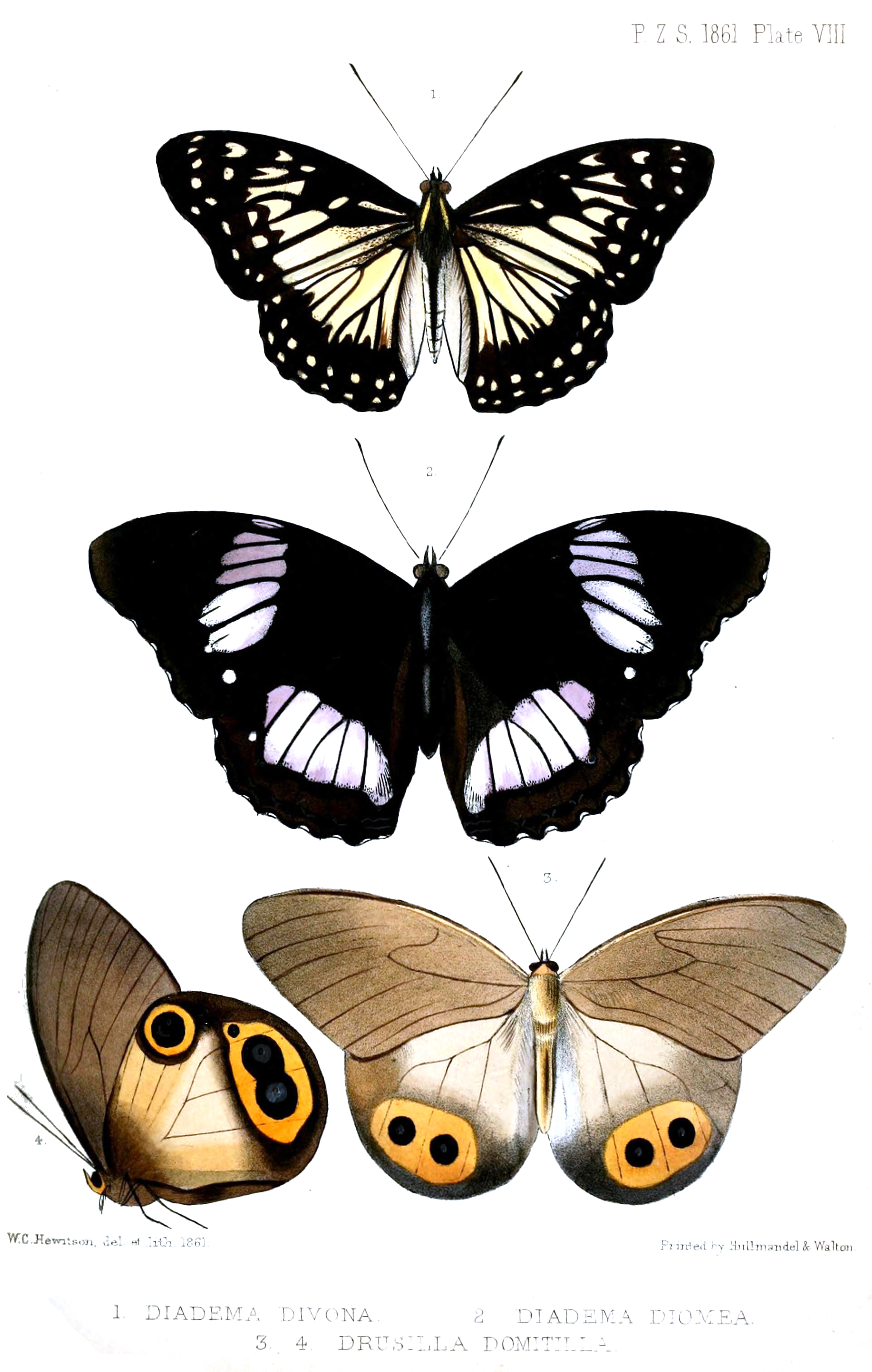
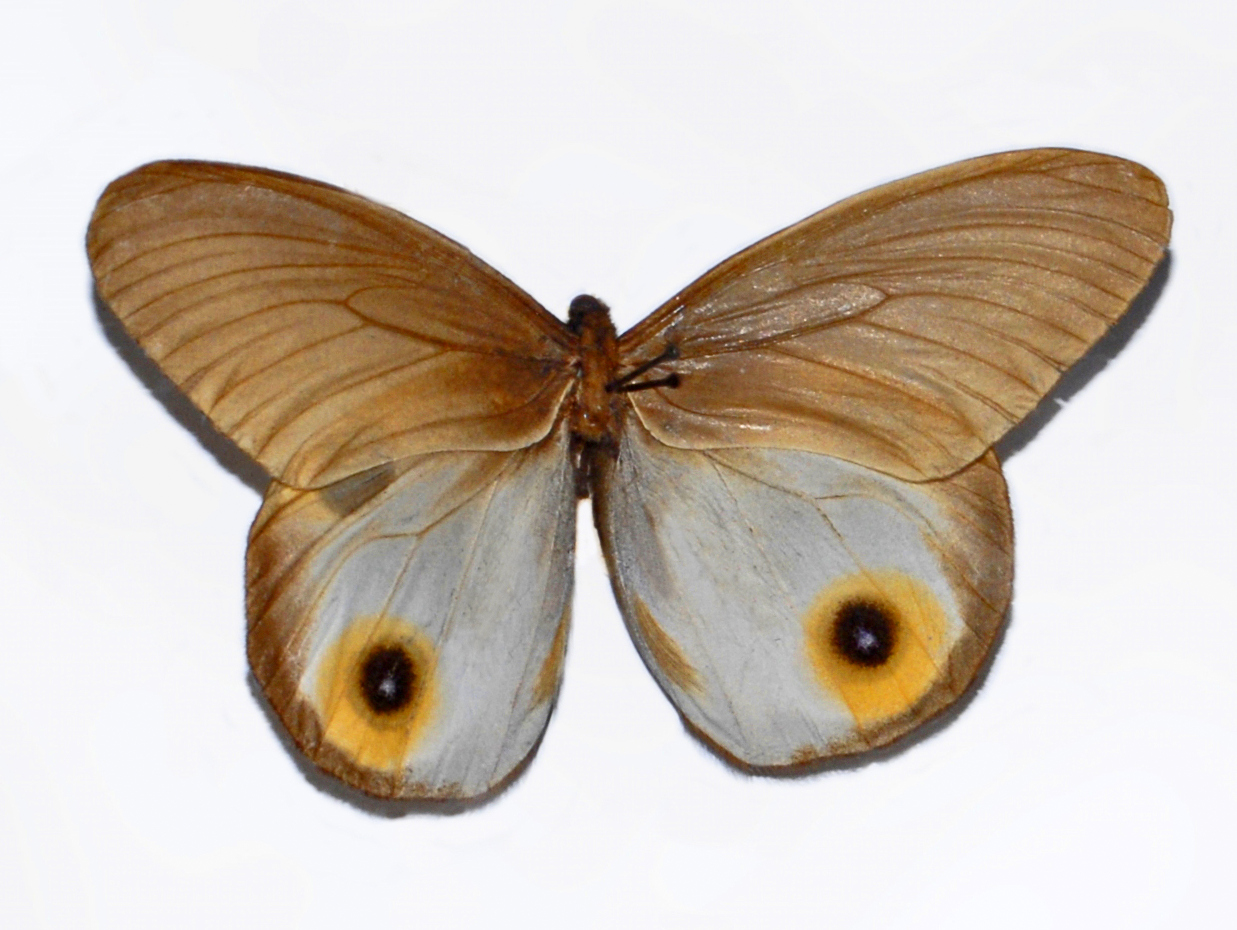
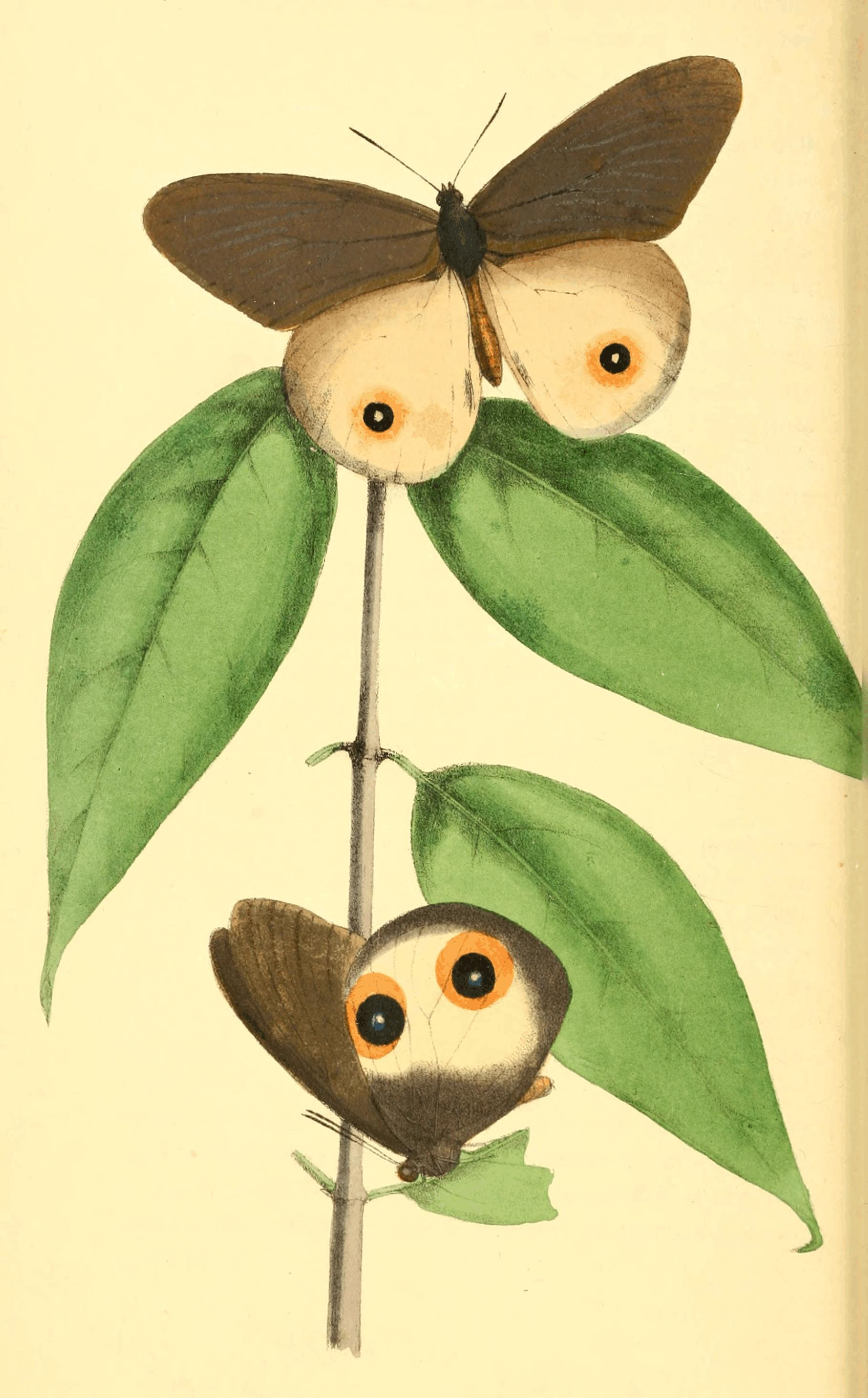
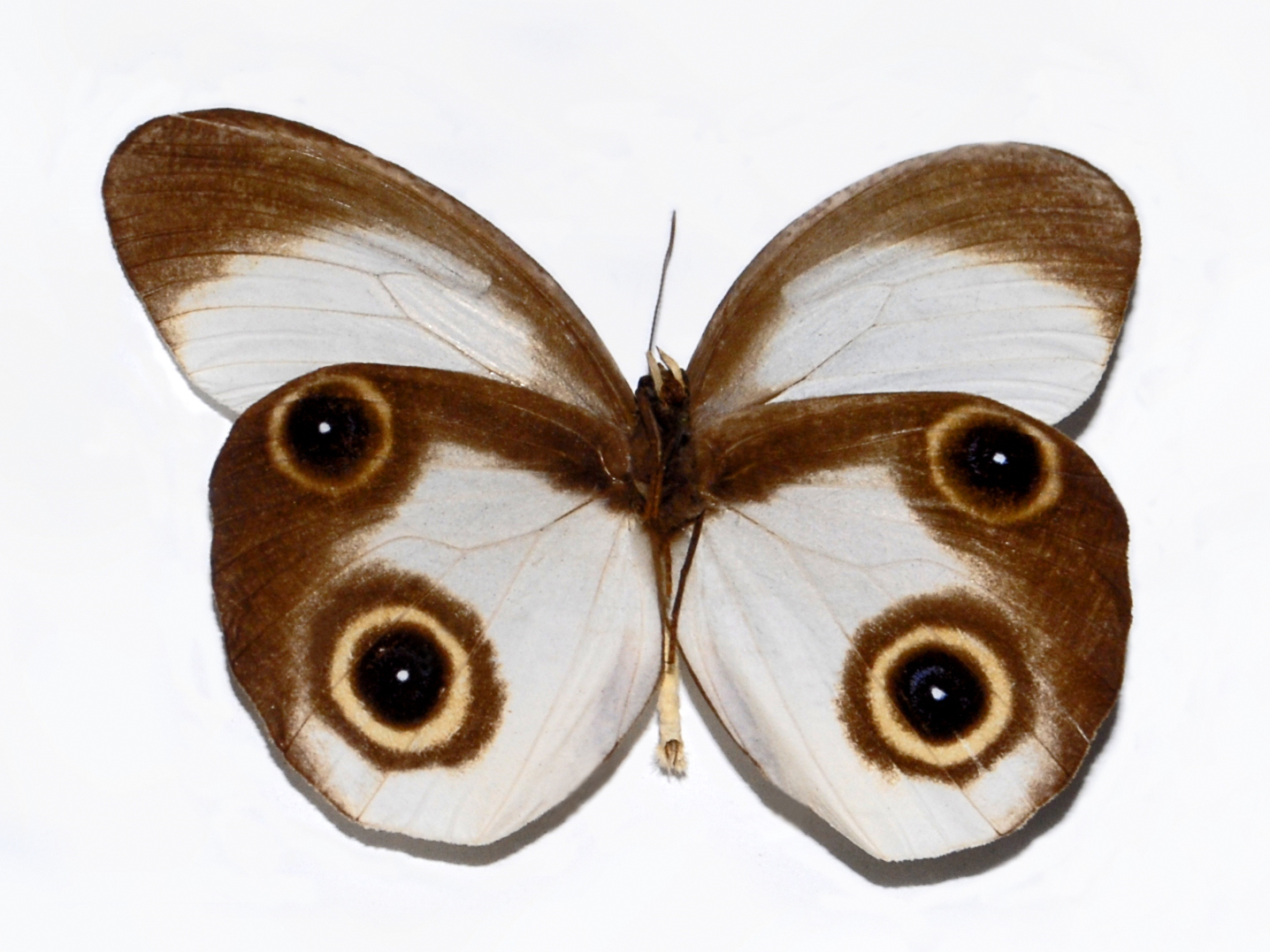
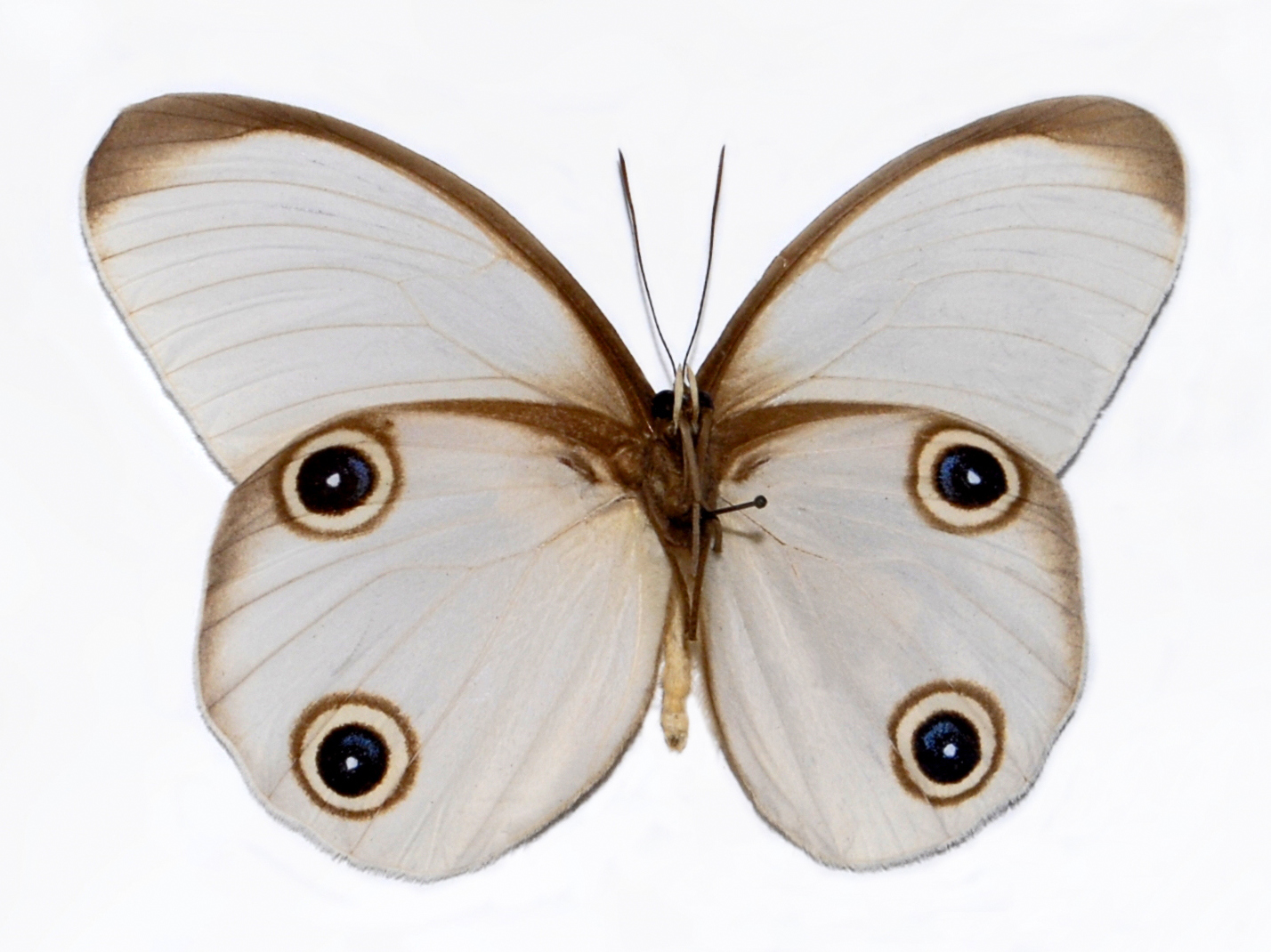

## Dottertaxa tillTaenaris, i alfabetisk ordning[1]
- Taenaris abdon
- Taenaris aberrans
- Taenaris acontius
- Taenaris acosmeta
- Taenaris adamsi
- Taenaris admiralitatis
- Taenaris adriana
- Taenaris aesculapus
- Taenaris affinis
- Taenaris agapetha
- Taenaris agasta
- Taenaris agrippa
- Taenaris agrippina
- Taenaris albicans
- Taenaris albius
- Taenaris alocus
- Taenaris ambigua
- Taenaris amitaba
- Taenaris anableps
- Taenaris anna
- Taenaris annella
- Taenaris ansuna
- Taenaris appina
- Taenaris areia
- Taenaris arfakia
- Taenaris aroana
- Taenaris artemides
- Taenaris artemis
- Taenaris aruensis
- Taenaris atesta
- Taenaris attina
- Taenaris auriflua
- Taenaris automola
- Taenaris avarea
- Taenaris barbata
- Taenaris bioculata
- Taenaris birchi
- Taenaris bisae
- Taenaris blandina
- Taenaris bougainvilleana
- Taenaris buruensis
- Taenaris butleri
- Taenaris camaronensis
- Taenaris candida
- Taenaris cassiae
- Taenaris catanea
- Taenaris catops
- Taenaris celsa
- Taenaris charon
- Taenaris charondas
- Taenaris charonides
- Taenaris chionides
- Taenaris colarima
- Taenaris concolor
- Taenaris convergens
- Taenaris crus
- Taenaris cyclopides
- Taenaris cyclops
- Taenaris dampierensis
- Taenaris danalis
- Taenaris delunata
- Taenaris desdemona
- Taenaris diadema
- Taenaris diana
- Taenaris didorus
- Taenaris digulica
- Taenaris dimona
- Taenaris dimonata
- Taenaris dina
- Taenaris dinora
- Taenaris dionus
- Taenaris diops
- Taenaris dioptrica
- Taenaris dohertyi
- Taenaris domitilla
- Taenaris druentia
- Taenaris dubia
- Taenaris duplex
- Taenaris elatus
- Taenaris electra
- Taenaris eleusina
- Taenaris enomia
- Taenaris eos
- Taenaris errhephoria
- Taenaris errhiphoria
- Taenaris eugenia
- Taenaris falcata
- Taenaris farona
- Taenaris ferdinandi
- Taenaris fergussonia
- Taenaris fimbriata
- Taenaris flavipalpis
- Taenaris fulvida
- Taenaris galaecia
- Taenaris gebiensis
- Taenaris gemmata
- Taenaris gigas
- Taenaris gisela
- Taenaris gorgias
- Taenaris gorgo
- Taenaris gorgophone
- Taenaris grisescens
- Taenaris hadina
- Taenaris helice
- Taenaris hollandi
- Taenaris honrathi
- Taenaris horsfieldii
- Taenaris hulstaerti
- Taenaris humboldti
- Taenaris hyaeus
- Taenaris hyginus
- Taenaris hyllus
- Taenaris hyperbola
- Taenaris ida
- Taenaris indra
- Taenaris infumata
- Taenaris insularis
- Taenaris interfaunus
- Taenaris intermedians
- Taenaris interrupta
- Taenaris jaira
- Taenaris jairus
- Taenaris jamesi
- Taenaris jathrippa
- Taenaris jobina
- Taenaris kajuna
- Taenaris kapaura
- Taenaris kenricki
- Taenaris kirschi
- Taenaris kubaryi
- Taenaris kumusii
- Taenaris lacrimans
- Taenaris ladas
- Taenaris laius
- Taenaris laretta
- Taenaris leanas
- Taenaris leto
- Taenaris liana
- Taenaris licinia
- Taenaris limbata
- Taenaris littoralis
- Taenaris lucina
- Taenaris luna
- Taenaris macrophthalmus
- Taenaris macropina
- Taenaris macrops
- Taenaris madu
- Taenaris mailua
- Taenaris maneta
- Taenaris marinus
- Taenaris meeki
- Taenaris melanops
- Taenaris mera
- Taenaris merana
- Taenaris microps
- Taenaris miscus
- Taenaris misolensis
- Taenaris monops
- Taenaris montana
- Taenaris morosa
- Taenaris mylaecha
- Taenaris mylaechoides
- Taenaris myopina
- Taenaris myops
- Taenaris nicasius
- Taenaris nigricans
- Taenaris nivescens
- Taenaris nox
- Taenaris nysa
- Taenaris occidentalis
- Taenaris occulta
- Taenaris oenone
- Taenaris offaka
- Taenaris onesimides
- Taenaris onesimus
- Taenaris onesiporus
- Taenaris onolaus
- Taenaris opulenta
- Taenaris orientalis
- Taenaris pallida
- Taenaris pamphaga
- Taenaris pandemos
- Taenaris parallelus
- Taenaris pedius
- Taenaris pelagia
- Taenaris pellus
- Taenaris perplexus
- Taenaris philammon
- Taenaris phorcas
- Taenaris phrixus
- Taenaris plateni
- Taenaris pleiops
- Taenaris praxedes
- Taenaris prodiga
- Taenaris pseudodomitilla
- Taenaris pseudomacrops
- Taenaris psola
- Taenaris quadriocellata
- Taenaris queenslandica
- Taenaris rafaela
- Taenaris rebeli
- Taenaris reducta
- Taenaris rileyi
- Taenaris ritsemae
- Taenaris rosseli
- Taenaris rosseliana
- Taenaris rothschildi
- Taenaris saturatior
- Taenaris schönbergi
- Taenaris scylla
- Taenaris sekarensis
- Taenaris selene
- Taenaris selenides
- Taenaris senaria
- Taenaris shapur
- Taenaris sidus
- Taenaris simonetta
- Taenaris simplex
- Taenaris sophaineta
- Taenaris sordidior
- Taenaris sorronga
- Taenaris staudingeri
- Taenaris sticheli
- Taenaris subluna
- Taenaris submylaecha
- Taenaris subquadriocellata
- Taenaris superarvana
- Taenaris sura
- Taenaris tainia
- Taenaris tainides
- Taenaris ternatana
- Taenaris tetrica
- Taenaris thaema
- Taenaris theon
- Taenaris thyia
- Taenaris timesias
- Taenaris timesides
- Taenaris tineutus
- Taenaris trita
- Taenaris turaica
- Taenaris turdula
- Taenaris umbonia
- Taenaris unipupillata
- Taenaris urania
- Taenaris uranus
- Taenaris wahnesi
- Taenaris wahnesitrioculatus
- Taenaris wandammensis
- Taenaris vaneeckei
- Taenaris vanhaasterti
- Taenaris vanheurni
- Taenaris wattina
- Taenaris verbeecki
- Taenaris versteego
- Taenaris westwoodi
- Taenaris weylandensis
- Taenaris wollastoni
- Taenaris vulcania
- Taenaris yulei
- Taenaris zaitha
- Taenaris zenada
- Taenaris zetes
- Taenaris ziada